# Lucky Town
Lucky Town (рус. Счастливый город) — десятый студийный альбом американского рок-исполнителя Брюса Спрингстина, выпущенный в марте 1992 года одновременно с альбомом Human Touch. Заглавная композиция вошла в саундтрек фильма Кёртиса Хэнсона «Везунчик» (2007).

## Список композиций
1. «Better Days» — 4:08
2. «Lucky Town» — 3:27
3. «Local Hero» — 4:04
4. «If I Should Fall Behind» — 2:57
5. «Leap of Faith» — 3:27
6. «The Big Muddy» — 4:05
7. «Living Proof» — 4:49
8. «Book of Dreams» — 4:24
9. «Souls of the Departed» — 4:17
10. «My Beautiful Reward» — 3:55

## Синглы
- Better Days:
  - 2-е место — чарт Mainstream Rock (1992).
- Leap of Faith:
  - 28-е место — чарт Mainstream Rock (1992).

## В записи участвовали
- Брюс Спрингстин — гитара, бас-гитара, вокал.
- Рой Биттан — бас, клавишные.
- Рэнди Джексон — бас.
- Лиза Лоуэлл — бэк-вокал.
- Гари Маллабер — барабаны.
- Ян МакЛаган — орган.
- Патти Скиалфа — бэк-вокал.
- Сузи Тайрелл — бэк-вокал.

## Позиции в чартах
- 3-е место — чарт Billboard 200 (1992).